# Fase geométrica
Em Mecânica clássica  e mecânica quântica, a Fase geométrica, fase de Pancharatnam-Berry (em homenagem a S. Pancharatnam e  Sir Michael Berry), fase de Pancharatnam ou mais comumente fase Berry, é uma diferença de  fase adquirida ao longo de um ciclo, quando o sistema é submetido a um  processo adiabático cíclico, que resulta das propriedades geométricas do espaço parâmetro do Hamiltoniano.  O fenômeno foi descoberto pela primeira vez em 1956,  e redescoberto em 1984.  Ele pode ser visto no efeito Aharonov-Bohm e intersecção cônica de superfície de energia potencial. No caso de o efeito Aharonov-Bohm, o parâmetro adiabático é o campo magnético envolto por dois caminhos de interferência, e é cíclico no sentido que estes dois caminhos formar um loop. No caso de a intersecção cônica, os parâmetros adiabáticos são as  coordenadas moleculares. Além da mecânica quântica, este fenômeno surge em uma variedade de outros sistemas  ondulatórios, tais como óptica clássica. Em geral, pode ocorrer sempre que existam, pelo menos, dois parâmetros que caracterizam uma onda na proximidade de algum tipo de singularidade ou buraco na topologia; dois parâmetros são necessários porque ou o conjunto de estados não singulares não será  simplesmente conexo, ou terá holonomia não-trivial.
As ondas são caracterizadas por uma amplitude e uma fase, e ambas podem variar como uma função dos parâmetros da Hamiltoniana. A fase geométrica ocorre quando ambos os parâmetros são alterados simultaneamente, mas muito devagar (adiabaticamente), e ao final, são trazidos de volta à configuração inicial . Em mecânica quântica, isso poderia envolver rotações mas também translações das partículas, mas que são desfeitas no final. Seria de esperar que as ondas no sistema voltem ao estado inicial, caracterizado pela amplitude e fase. No entanto, se a mudança no espaço de parâmetros correspondem a um loop não trivial, ou seja, que não pode ser continuamente deformado na identidade, é possível que os estados iniciais e finais difiram por uma fase. Esta diferença é a fase geométrica e sua ocorrência geralmente indica que a dependência dos parâmetros por parte sistema é  singular.
Para  medir a fase geométrica em um sistema ondulatório, um   experimento de interferência  é necessário. O pêndulo de Foucault é um exemplo de mecânica clássica que, às vezes, é usado para ilustrar a fase geométrica . Este análogo mecânica da fase geométrica é conhecida como a ângulo de Hannay .

## Fase Berry na mecânica quântica
Em um sistema quântico no n-ésimo auto-estado, uma evolução adiabática do Hamiltoniano muda o sistema de tal forma que ele permanece no n-ésimo auto-estado do Hamiltoniano, ao mesmo tempo, obtém um fator de fase. Esta tem uma contribuição da evolução temporal do estado e outro da variação do auto-estado do Hamiltoniano que varia no tempo. O segundo termo corresponde à fase de Berry e, para variações não cíclicas do Hamiltoniano, pode ser ignorada por uma escolha diferente da fase associados com as auto-estados do Hamiltoniano em cada ponto na evolução.
No entanto, se a variação for cíclica, a fase Berry não pode ser cancelada e torna-se uma propriedade observável do sistema. A partir da equação de Schrödinger a fase de Berry {\displaystyle \gamma } pode ser calculada por: 
{\displaystyle \gamma [C]=i\oint _{C}\!\langle n,t|\left(\nabla _{R}|n,t\rangle \right)\,dr\,}
onde {\displaystyle R} parametriza o processo adiabático cíclico. O sistema segue um caminho fechado {\displaystyle C} no espaço de parâmetros. Uma revisão recente sobre os efeitos de fase geométricas em propriedades eletrônicas foi dada por Xiao, Chang e Niu.   A fase geométrica ao longo do caminho fechado {\displaystyle C} também pode ser calculada integrando a  curvatura de Berry sobre a superfície delimitada por {\displaystyle C}.

## Exemplos de fases  geométricas

### O pêndulo de Foucault
Um dos exemplos mais fáceis é o pêndulo de Foucault. Uma explicação fácil em termos de fases geométricas é dada por von Bergmann e von Bergmann: 
Como o pêndulo precessa quando se move ao longo de um caminho C geral? Para o transporte ao longo do  equador, o pêndulo não precessa. [...] Agora, se C é composta de segmentos de geodésicas, a precessão virá toda dos ângulos onde os segmentos das geodésicas se encontram; a precessão total é igual ao défict de ângulo líquido, que por sua vez, é igual ao ângulo sólido envolto por C módulo 2π. Finalmente, podemos aproximar qualquer ciclo por uma sequência de segmentos geodésicas, de modo que o resultado mais geral (dentro ou fora da superfície da esfera) é que a precessão líquido é igual ao ângulo sólido envolto.
Em outras palavras, não há forças de inércia que podem fazem o pêndulo precessionar, de modo que a precessão (em relação à direção de movimento do caminho ao longo do qual o pêndulo se move) é inteiramente devido à rotação deste caminho. Assim a orientação do pêndulo sofre um transporte paralelo. Para o pêndulo de Foucault original, o caminho é um círculo de latitude, e pelo teorema  de  Gauss-Bonnet, a diferença de fase é dada pelo ângulo sólido envolto.

### Luz polarizada em uma fibra óptica
Um segundo exemplo é a luz linearmente polarizada que entra uma fibra óptica de um modo. Suponhamos que a fibra esteja ao longo de algum caminho no espaço e a luz sai da fibra no mesmo sentido que a sua entrada. Em seguida, comparam-se as polarizações inicial e final. Na aproximação semiclássica a fibras funciona como um  guia de onda e o momento da luz é sempre tangente à fibra. A polarização pode ser pensada como uma orientação perpendicular ao momento. Ao logo do percurso da fibra, o vetor momento da luz percorre um caminho numa esfera no espaço de momentos. Esse caminho é fechado já que as direções inicial e final da luz coincidem, e a polarização é um vetor tangente à esfera. Indo para o espaço de momento, isso é equivalente a tomar o mapa de Gauss. Não há forças que poderiam fazer polarização girar, apenas a restrição de permanecer tangente à esfera. Assim, a polarização sofre um transporte paralelo e o desvio de fase é dado pelo ângulo sólido (vezes o spin, que  no caso de luz é 1).

### Fase geométrica definida em atratores
Embora a formulação de Berry estava originalmente definida para sistemas lineares, Ning e Haken
 logo perceberam que uma fase geométrica semelhante pode ser definida para sistemas completamente diferentes, tais como sistemas dissipativos não-lineares que possuem determinados atratores cíclicos. Eles mostraram que esses atratores cíclicos existem em uma classe de sistemas não-lineares dissipativas com certas simetrias.

### Exposição em interseções de superfícies de potencial adiabático molecular
Existem muitas formas de computar a fase geométrica em moléculas no paradigma de Born-Oppenheimer. Um jeito é através da “matriz {\displaystyle M\times M}  de acoplamento não adiabático”, definida por
{\displaystyle \tau _{ij}^{\mu }=\left\langle \psi _{i}|\partial ^{\mu }\psi _{j}\right\rangle }
onde {\displaystyle \psi _{i}} é a função eletrônica adiabática, dependente dos parâmetros nucleares {\displaystyle R_{\mu }}. O acoplamento não-adiabático pode ser usado para definir uma integral de loop, análoga ao loop de Wilson (1974) da teoria de campos, desenvolvida independentemente para o caso molecular por M. Baer (1975, 1980, 2000). Dado um loop fechado {\displaystyle \Gamma }, parameterizado por  {\displaystyle R_{\mu }\left(t\right)} onde  {\displaystyle t\in \left[0,1\right]} é um parâmetro e {\displaystyle R_{\mu }\left(t+1\right)=R_{\mu }\left(t\right)}. A matriz D é dada por:
{\displaystyle D\left[\Gamma \right]={\hat {P}}e^{\oint _{\Gamma }{\tau ^{\mu }dR_{\mu }}}}
(aqui, {\displaystyle {\hat {P}}} é o símbolo de ordenamento de caminho). Pode ser provado que, uma vez que {\displaystyle M} é suficientemente grande, ou seja, um número grande de estados eletrônicos é considerado, essa matriz é diagonal, com elementos dados por {\displaystyle e^{i\beta _{j}}}, onde {\displaystyle \beta _{j}} são as fases geométricas associadas com o loop para o estado adiabático eletrônico {\displaystyle j} .
Para Hamiltonianos com simetria de reversão temporal, a fase geométrica reflete o número de interseções cônicas envoltas pelo loop. Mais precisamente:
{\displaystyle e^{i\beta _{j}}=\left(-1\right)^{N_{j}}}
onde {\displaystyle N_{j}} é o número de interseções cônicas envolvendo o estado adiabático {\displaystyle \psi _{j}} envoltas pelo loop {\displaystyle \Gamma }.
Uma alternativa para a abordagem da matriz D seria um cálculo direto da fase Pancharatnam. Isso é especialmente útil se apenas a fase geométrica de um único estado adiabático é de interesse. Nessa abordagem, deve-se tomar um número  {\displaystyle N+1} de pontos  {\displaystyle \left(n=0,...,N\right)} ao longo do loop {\displaystyle R\left(t_{n}\right)} com {\displaystyle t_{0}=0} e {\displaystyle t_{N}=1}, e então usar apenas o j-ésimo estado adiabático {\displaystyle \psi _{j}\left[R\left(t_{n}\right)\right]} computa o produto de  Pancharatnam dos “overlaps”:
{\displaystyle I_{j}\left(\Gamma ,N\right)=\prod \limits _{n=0}^{N-1}{\left\langle \psi _{j}\left[R\left(t_{n}\right)\right]|\psi _{j}\left[R\left(t_{n+1}\right)\right]\right\rangle }}
No limite {\displaystyle N\to \infty } tem-se (Ver Ryb & Baer 2004 para explicações e aplicações):
{\displaystyle I_{j}\left(\Gamma ,N\right)\to e^{i\beta _{j}}}

### Fase geométrica e a quantização do movimento cyclotron
Um elétron sujeito a um campo magnético {\displaystyle B} se move numa órbita circular (cyclotron). Classicamente, qualquer raio {\displaystyle R_{c}}  de cyclotron é aceito. Já na mecânica quântica, apenas alguns níveis de energia, chamados de níveis de Landau são permitidos e já que {\displaystyle R_{c}} está relacionado com a energia do elétron, isso corresponde a valores quantizados de {\displaystyle R_{c}}. A condição de quantização de energia obtida ao resolver a equação de Schrödinger é, por exemplo, {\displaystyle E=(n+\alpha )\hbar \omega _{c},\alpha =1/2} para elétrons livres ou {\displaystyle E=v{\sqrt {2(n+\alpha )eB\hbar }},\alpha =0} para elétrons no grafeno onde {\displaystyle n=0,1,2,\ldots }.  Apesar da derivação esses resultados não ser difícil, há uma forma alternativa de mostrá-los que dá uma intuição física sobre os níveis de Landau. Essa forma alternativa é baseada na condição semiclássica da condição de quantização de Bohr-Sommerfeld
{\displaystyle \hbar \oint d\mathbf {r} \cdot \mathbf {k} -e\oint d\mathbf {r} \cdot \mathbf {A} +\hbar \gamma =2\pi \hbar (n+1/2)}
que inclui a fase geométrica {\displaystyle \gamma } adquirida pelo elétron quando ele executa seu movimento no espaço real ao longo do loop fechado da órbita do cyclotron. Para um elétron livre, {\displaystyle \gamma =0} enquanto {\displaystyle \gamma =\pi } para elétrons no grafeno. Acontece que a fase geométrica está diretamente ligada  {\displaystyle \alpha =1/2} do elétron livre e a {\displaystyle \alpha =0} para o elétron no grafeno.